# James Pollard Espy
James Pollard Espy (surnommé le Roi des tempêtes) (9 mai 1785 - 24 janvier 1860) était un météorologue américain qui a développé une théorie de la convection orageuse et de la cyclogénèse qu'il expliqua en 1836 devant la Société américaine de philosophie et en 1840, devant l'Académie française des sciences et la Royal Society britannique. Sa théorie fut publiée en 1840 comme The Philosophy of Storms. Il devint le premier météorologue officiel du gouvernement américain aux départements de la Guerre (1842) et de la Marine (1848) où il développa l'usage du télégraphe pour assembler des données d'observation météorologique pour suivre les progrès des orages, des dépressions et des ouragans. Il posait ainsi les bases de la prévision météorologique scientifique.

## Biographie

### Formation
Espy avait un ardent désir d'apprendre et suivi la formation classique de l'école pour former des enseignants de l'université Transylvania de Lexington, Kentucky. Après avoir quitté l'université en 1808, il enseigna dans une école privée à Cumberland au Maryland. Il a ensuite étudié le droit et a pratiqué cette profession quatre ans à Xenia, Ohio.

### Carrière
En 1817, il devint professeur d'études classiques à Philadelphie où il vécut pendant 20 ans. Cependant, il s'intéressa bientôt aux sciences naturelles et vers 1828, il entreprit des recherches sur les tempêtes, ce qui en faisaient alors le premier météorologue américain. En 1833, il écrivit un résumé de sa théorie du mouvement ascendant de l'air instable (convection atmosphérique) et de son entretien par le dégagement de chaleur latente lors de la condensation des nuages.
En 1834, Espy devint météorologue à la fois pour l'Institut Franklin et la Société américaine de philosophie de Philadelphie. En tant que président d'un comité mixte, il travailla pour l'élaboration d'un réseau d'observateurs météorologiques pour étudier les causes du temps. Il convainquit la législature de la Pennsylvanie de fournir 4 000 $US pour équiper un observateur dans chaque comté de l'État de baromètres, de thermomètres et de pluviomètres. Ces données furent les premières en météorologie gardées dans les dossiers du Congrès des États-Unis,

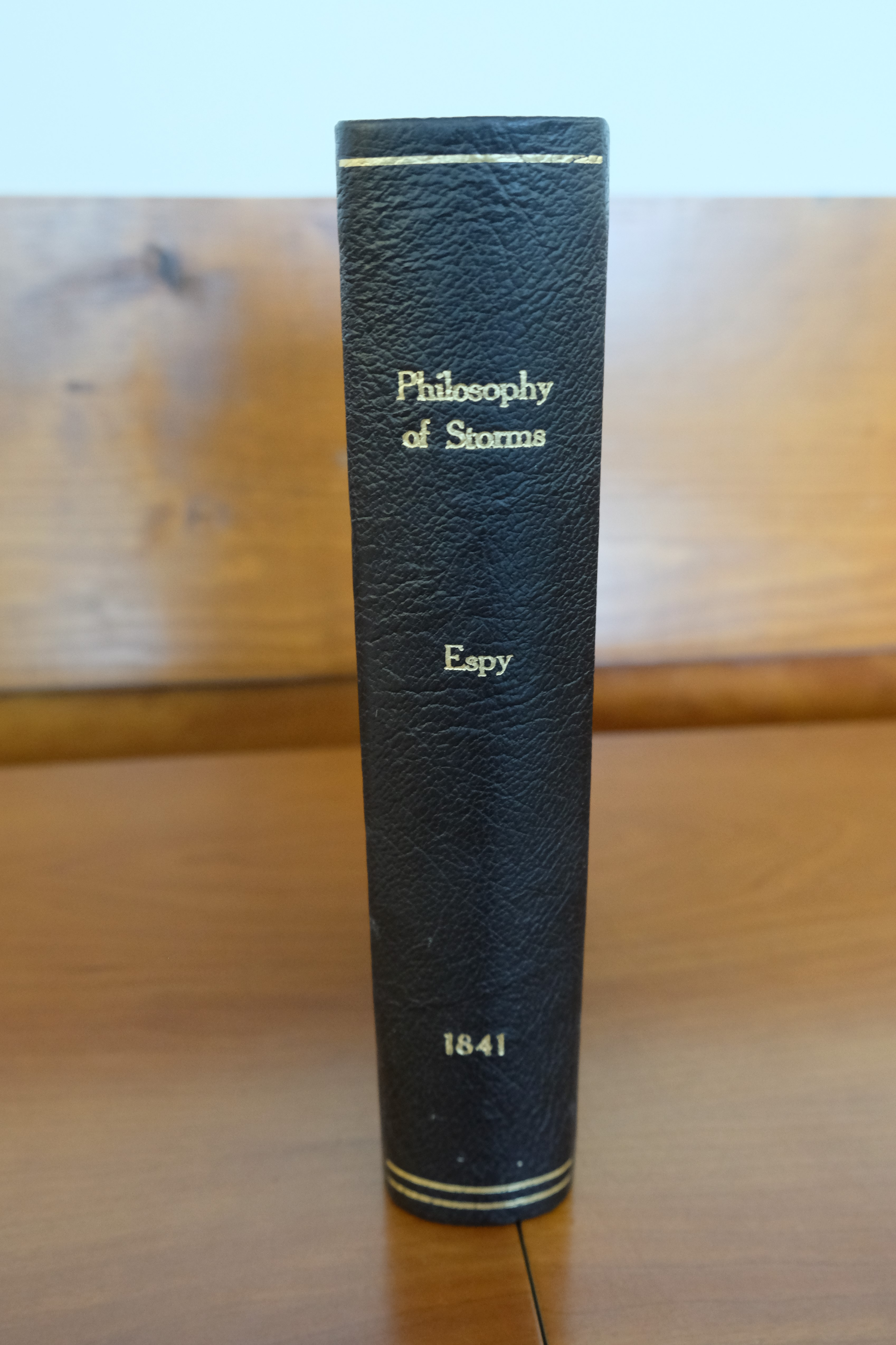
The Philosophy of Storms.

En 1836, il abandonna la profession d'enseignant et commença à donner des conférences devant des organismes scientifiques et des publics populaires. Ces conférences l'ont fait connaître populairement sous le nom de « Rois des tempêtes ». En 1840, il avait visité l'Europe et eut présenté sa théorie devant l'Association des sciences britanniques et l'Académie française des sciences. C'est au cours de la discussion qui suivit la présentation devant l'Académie française que le physicien et astronome français François Arago dit: « La France a son Cuvier, l'Angleterre son Newton et l'Amérique, son Espy.» 
En 1841, The Philosophy of Storms (Philosophie des tempêtes), où il parle entre autres de la détermination de la base des cumulus, fut publiée à Boston. En 1843, il fut nommé premier météorologue du gouvernement des États-Unis   d'abord sous les ordres du Médecin général des armées, puis au Secrétariat de la marine et enfin, en 1848, au Secrétariat de la Smithsonian Institution.

### Vie personnelle
En 1812, Espy épousa Mlle Margaret Pollard et prit son nom de famille comme second prénom. Elle décéda en 1850. Il prit sa retraite en 1859 et passa ensuite un certain temps en visite chez ses parents et amis dans l'Ohio et en Pennsylvanie. Lors d'une visite à Cincinnati, en Ohio, le professeur Espy fut victime d'une paralysie le 17 janvier 1860 et il mourut à la résidence de son neveu, John Westcott, le 24 janvier. Il a été enterré dans le cimetière de Harrisburg, en Pennsylvanie, auprès de son épouse.